# Tonje Hessen Schei
Tonje Hessen Schei és una cineasta noruega,directora del documental Drone (2014). Tonje Hessen Schei ha treballat en l'àmbit de la producció independent de documentals durant vint anys, i s'ha centrat en temàtiques de drets humans, medi ambient i justícia social. Altres obres de la cineasta són Play Again (2010) i Independent Intervention (2006). Hessen Schei va ser, el 2011, directora del festival Human Rights Human Wrongs i ha rebut diversos premis internacionals per les seves produccions.